# Тортуеро
Тортуеро (ісп. Tortuero) — муніципалітет в Іспанії, у складі автономної спільноти Кастилія-Ла-Манча, у провінції Гвадалахара. Населення — 21 особа (2010).
Муніципалітет розташований на відстані близько 65 км на північний схід від Мадрида, 37 км на північний захід від Гвадалахари.

## Демографія
Динаміка населення (INE ):